# Angolo d'incidenza (ottica)
In ottica è chiamato angolo d'incidenza di un raggio luminoso rispetto ad una superficie l'angolo piano formato dal raggio stesso con la normale alla superficie.

Possibili comportamenti dei raggi a seconda dell'angolo di incidenza, indicato con θ_{1}.

La legge di Snell regola il comportamento del raggio luminoso, in particolare si verifica una rifrazione con parziale riflessione se l'angolo d'incidenza è minore dell'angolo critico o una riflessione interna totale se l'angolo d'incidenza è maggiore dell'angolo critico.